# WWF Invasion
Invasion (normalmente escrito InVasion) fue un evento pago por visión de lucha libre profesional producido por la World Wrestling Federation. Tuvo lugar el 22 de julio de 2001 desde el Gund Arena en Cleveland, Ohio. El tema oficial fue «The Fight Song» de Marilyn Manson.
Invasion fue el primer PPV dentro de la storyline de la Invasión, uniendo a luchadores de la WWF, a World Championship Wrestling (WCW) y la Extreme Championship Wrestling (ECW), más tarde conocidos como La Alianza. El evento enfrentaba a luchadores de la WWF contra luchadores de la WCW y la ECW unidos. El evento principal fue, llamado "Inaugural Brawl," fue una pelea de 5 contra 5 entre Team WWF y Team WCW/ECW.

## Resultados
- Sunday Night HEAT match: Chavo Guerrero, Jr. derrotó a Scotty 2 Hotty (6:43)
  - Chavo cubrió a Scotty después de un "brainbuster".
- Edge & Christian derrotaron a Lance Storm & Mike Awesome. (10:10)[2][3]
  - Edge cubrió a Awesome después de una "Spear" de Christian.[2][3]
- Earl Hebner derrotó a Nick Patrick (con Mick Foley como árbitro especial) (2:50)[2][3]
  - Hebner cubrió a Patrick después de un "Flying shoulder block".[2][3]
  - Después de la pelea, Foley aplicó el "Mandible Claw" a Patrick.[2][3]
- The APA (Faarooq & Bradshaw) derrotaron a Natural Born Thrillers (Sean O'Haire & Chuck Palumbo). (7:17)[2][3]
  - Bradshaw cubrió a Palumbo después de una "Clothesline From Hell".[2][3]
  - The APA eran los Campeones por Parejas de la WWF y O'Haire y Palumbo eran los Campeones por Parejas de la WCW.[2][3]
- Billy Kidman derrotó a X-Pac. (7:12)[2][3]
  - Kidman cubrió a X-Pac después de una "Shooting Star Press".[2][3]
  - Kidman era el Campeón Peso Crucero de la WCW y X-Pac era el Campeón de los Pesos Ligeros de la WWF.[2][3]
- Raven derrotó a William Regal. (6:34)[2][3]
  - Raven cubrió a Regal después de un "T-Bone suplex" de Tazz y un "Raven Effect DDT".[2][3]
- Chris Kanyon, Shawn Stasiak & Hugh Morrus derrotaron a Billy Gunn, The Big Show & Albert. (4:23)[2][3]
  - Morrus cubrió a Gunn después de un "Reverse DDT" de Stasiak.[2][3]
  - Después de la pelea, The Big Show le aplicó dos "Chokeslams" a Morrus y Stasiak y un "Alley Oop" a Kanyon.[2][3]
- Tajiri derrotó a Tazz. (5:43)[2][3]
  - Tajiri cubrió a Tazz después de un "Green Mist" y una "Buzzsaw Kick".[2][3]
- Rob Van Dam derrotó a Jeff Hardy ganando el Campeonato Hardcore de la WWF. (12:24)[2][3]
  - RVD cubrió a Jeff después de un "Five-Star Frog Splash" sobre el título.[2][3]
- Trish Stratus & Lita derrotaron a Torrie Wilson & Stacy Keibler en un Bra and Panties match (con Mick Foley como Special Referee). (5:04)[2][3]
  - Lita dejaron en ropa interior a Stacy para ganar.
- Team WCW/ECW (El Campeón de la WCW Booker T, Diamond Dallas Page, Rhyno y The Dudley Boyz (Bubba Ray & D-Von)) (con Shane McMahon, Stephanie McMahon-Helmsley y Paul Heyman) derrotaron a Team WWF (El Campeón de la WWF Steve Austin, Kurt Angle, Chris Jericho y Brothers of Destruction (The Undertaker & Kane)) (con Vince McMahon) (29:03)[2][3]
  - Booker T cubrió a Angle después de una "Stone Cold Stunner" de Austin, que había traicionado al Team WWF.[2][3]

## Otros roles
Comentarista
- Michael Cole
- Jim Ross

Comentarista español
- Carlos Cabrera
- Hugo Savinovich

Árbitros
- Mike Chioda
- Jack Doan
- Jim Korderas
- Theodore Long
- Chad Patton
- Charles Robinson
- Tim White

Anunciador en el ring
- Howard Finkel